# Demografia Beninului
Există aproximativ 40 de grupuri etnice diferite care trăiesc în Benin, cel mai mare fiind Fon care constituie circa 49% din populația Beninului. Alte grupuri etnice sunt Adja, Yoruba, Somba și Bariba. Majoritatea acestor grupuri etnice au propriile lor limbi, deși limba franceză este limba oficială, vorbită în special în orașe. Dintre limbile indigene, limbile Fon și Yoruba sunt cele mai vorbite.
Religiile indigene predomină, deși o mare parte a populației este creștină (în principal romano-catolică) sau musulmană. Tradițiile și obiceiurile locale sunt deseori combinate cu cele creștine și musulmane.